# Forum internazionale dell'energia
Il Forum internazionale dell'energia (International Energy Forum - IEF) è un'organizzazione internazionale intergovernativa senza scopo di lucro che mira a promuovere una maggiore comprensione reciproca e consapevolezza degli interessi energetici comuni tra paesi produttori e paesi consumatori. I 71 paesi aderenti hanno sottoscritto la Carta istitutiva, che delinea il quadro del dialogo globale sull'energia.
Il Forum è il facilitatore neutrale del dialogo energetico globale, informale, aperto, informato e continuo. Riconoscendo la loro interdipendenza nel campo dell'energia, i paesi membri cooperano nell'ambito del quadro neutrale del Forum per promuovere una maggiore comprensione reciproca e consapevolezza degli interessi energetici comuni al fine di garantire la sicurezza energetica globale.
Le riunioni ministeriali biennali del Forum sono il più grande raduno mondiale di ministri dell'energia. L'ampiezza e la diversità di questo impegno testimoniano la posizione del Forum come facilitatore neutrale e mediatore onesto di soluzioni nell'interesse comune. Attraverso il Forum e gli eventi associati, i ministri, i loro funzionari, i dirigenti del settore energetico e gli altri esperti si impegnano in un dialogo di crescente importanza per la sicurezza energetica globale.

## Dichiarazione d'intenti
Il Forum internazionale dell'energia mira a fornire una piattaforma affinché gli Stati membri abbiano accesso a discussioni e dialoghi aperti tra i paesi che compongono il mercato globale dell'energia. Il Forum si propone di raccogliere tutti gli aspetti del mercato dell'energia: Stati produttori, consumatori e di transito. L'obiettivo del Forum è creare una migliore comprensione del mercato da tutte le parti e aumentare la consapevolezza e la comprensione reciproche degli Stati membri.

## Obiettivi
Gli obiettivi fondamentali del Forum sono:
- promuovere una maggiore comprensione reciproca e consapevolezza degli interessi energetici comuni tra i suoi membri;
- promuovere una migliore comprensione dei vantaggi di mercati energetici stabili e trasparenti per la salute dell'economia mondiale, la sicurezza dell'offerta e della domanda di energia e l'espansione del commercio globale e degli investimenti nelle risorse e nella tecnologia energetiche;[4]
- identificare e promuovere principi e linee guida che migliorano la trasparenza, la stabilità e la sostenibilità del mercato dell'energia;
- ridurre le differenze tra gli Stati membri produttori, consumatori e di transito di energia sulle questioni energetiche globali e promuovere una comprensione più completa della loro interdipendenza e dei benefici che si possono trarre dalla cooperazione attraverso il dialogo tra di loro, nonché tra loro e le industrie legate all'energia;[5]
- promuovere lo studio e lo scambio di opinioni sulle correlazioni tra energia, tecnologia, questioni ambientali, crescita economica e sviluppo;[6]
- costruire fiducia attraverso una migliore condivisione delle informazioni tra gli Stati;
- facilitare la raccolta, la compilazione e la diffusione di dati, informazioni e analisi che contribuiscono a una maggiore trasparenza, stabilità e sostenibilità del mercato.

## Storia
Il concetto di un dialogo sistematico produttore-consumatore è emerso negli anni 1970 come parte della riorganizzazione generale dell'ordine politico ed economico globale con i mercati dell'energia che trasformavano la struttura all'interno dei singoli paesi, nonché gli equilibri di potere e le relazioni tra i paesi.
Sulla scia della prima guerra del Golfo nei primi anni 1990, consumatori e produttori hanno riconosciuto il loro interesse comune per la stabilità del mercato petrolifero, creando una maggiore consapevolezza e comprendendo la sensibilità verso gli interessi reciproci. Il 1º ottobre 1991, di fronte all'Assemblea generale delle Nazioni Unite, il presidente venezuelano Carlos Andrés Pérez ha chiesto un incontro urgente di produttori e consumatori sotto l'egida delle Nazioni Unite per aiutare il mondo ad affrontare le crescenti incertezze e le politiche del mercato petrolifero.
Con l'appoggio del presidente francese François Mitterrand e del primo ministro norvegese Gro Harlem Brundtland, è stato ottenuto il sostegno politico per l'avvio di un seminario ministeriale di produttori e consumatori. Istituito a Parigi nel luglio 1991, il Forum internazionale dell'energia è stato creato per stabilizzare il mercato globale dell'energia dopo le crisi energetiche del 1973 e del 1979 e l'eccesso di produzione di petrolio degli anni 1980. Una delle principali priorità del Forum è stata riunire gli Stati membri e le società private al fine di aumentare la consapevolezza degli interessi nazionali e internazionali e del funzionamento del mercato per evitare le instabilità dei due decenni precedenti.

## Organizzazione
Il Forum internazionale dell'energia ha la sede sede nel Quartiere diplomatico di Riad, in Arabia Saudita, è governato dal Comitato esecutivo composto da 31 rappresentanti designati dai ministeri competenti dei rispettivi Stati membri,
è composto da trentuno rappresentanti designati dei ministri responsabili delle questioni energetiche è guidato dal segretario generale, il diplomatico statunitense Joseph McMonigle, in carica dal 1º agosto 2020.
Il Segretariato del Forum internazionale dell'energia garantisce la promuozione di una piattaforma neutrale per lo scambio di informazioni e opinioni sui conflitti e sul futuro dell'industria energetica. Un altro obiettivo del Comitato esecutivo è quello di includere entità sia pubbliche che private nel mercato globale dell'energia per far emergere molteplici punti di vista al Forum.
Ulteriori compiti svolti dal Comitato Esecutivo includono l'organizzazione di tutte le attività del Forum, compresi gli incontri e i vertici organizzati dal Forum, e coordinano anche il Programma di lavoro del Forum.

## Paesi aderenti
I paesi membri del Forum internazionale dell'energia sono gli stessi che partecipano all'IEA e all'OPEC, ma anche altri per un totale di 71 che rappresentano oltre il 90% della domanda e offerta globale di petrolio e gas.
- Afghanistan
- Algeria
- Angola
- Arabia Saudita
- Argentina
- Australia
- Austria
- Bahrein
- Bangladesh
- Belgio
- Brunei
- Bulgaria
- Burkina Faso
- Canada
- Ciad
- Cina
- Cipro
- Comore
- Corea del Sud
- Ecuador
- Egitto
- Emirati Arabi Uniti
- Eritrea
- Etiopia
- Filippine
- Finlandia
- Francia
- Germania
- Giappone
- Gibuti
- Guinea
- Guinea Equatoriale
- India
- Iran
- Iraq
- Irlanda
- Italia
- Kuwait
- Malaysia
- Mali
- Marocco
- Mauritania
- Messico
- Mozambico
- Niger
- Nigeria
- Norvegia
- Nuova Zelanda
- Paesi Bassi
- Polonia
- Qatar
- Regno Unito
- Romania
- Russia
- Senegal
- Singapore
- Somalia
- Stati Uniti
- Sudafrica
- Sudan
- Svezia
- Svizzera
- Tanzania
- Tunisia
- Turchia
- Uganda
- Ungheria
- Venezuela
- Vietnam
- Yemen
- Zambia

## Riferimenti normativi
- Legge 1 giugno 2021, n. 96 - Ratifica ed esecuzione della Carta istitutiva del Forum internazionale dell'Energia (IEF), con Allegato, fatta a Riad il 22 febbraio 2011.